# 2019冠状病毒病宁夏回族自治区疫情
| 地区                                                       | 现存确诊 | 累计确诊 | 死亡 | 治愈 |
| 宁夏回族自治区                                             | 17       | 94       | 0    | 77   |
| ---------------------------------------------------------- | -------- | -------- | ---- | ---- |
| 银川市                                                     | 7        | 45       | 0    | 38   |
| 吴忠市                                                     | 10       | 38       | 0    | 28   |
| 固原市                                                     | 0        | 5        | 0    | 5    |
| 中卫市                                                     | 0        | 4        | 0    | 4    |
| 石嘴山市                                                   | 0        | 1        | 0    | 1    |
| 宁东镇                                                     | 0        | 1        | 0    | 1    |
| 截至2021年10月23日（確診個案數據包含已痊癒病例和死亡病例） |          |          |      |      |

2019冠状病毒病宁夏回族自治区疫情，介绍2019冠状病毒病疫情中，在中华人民共和国宁夏回族自治区发生的情况。

## 时间轴

### 2020年

#### 1月
2020年1月21日，宁夏回族自治区出现首例疑似病例。翌日通報確診，為29歲男性，寧夏人，在湖北武漢工作，19日飛抵銀川、就診並隔離，22日獲確認為病例。
1月24日-26日期间，每日新通报确诊病例1例。
1月26日，宁夏新通报确诊病例3例，排除疑似病例1例。
1月27日，宁夏新通报确诊病例4例。
1月28日，宁夏新通报确诊病例1例。
1月29日，宁夏新通报确诊病例5例。
1月30日，宁夏新通报确诊病例4例。
1月31日，宁夏新通报确诊病例5例。

#### 2月
2月1日，宁夏新通报确诊病例2例。
2月2日，宁夏新通报确诊病例3例。
2月3日，宁夏新通报确诊病例3例，治愈出院1例。
2月5日，宁夏新通报确诊病例6例。
2月6日，宁夏新通报确诊病例3例。
2月7日，宁夏新通报确诊病例2例，出院2例。
2月8日，宁夏新通报确诊病例1例，订正排除确诊病例1例，新增出院10例。
2月9日，宁夏新通报确诊病例4例。截至2月9日24时，全区累计报告确诊病例49例，其中银川市28例（兴庆区11例、金凤区8例、西夏区6例、永宁县3例）、石嘴山市1例（大武口区）、吴忠市13例（利通区4例、红寺堡区3例、同心县6例）、固原市3例（原州区2例、隆德县1例）、中卫市3例（沙坡头区2例、中宁县1例）、宁东1例（宁东镇）；累计出院病例13例（兴庆区1例、金凤区1例、西夏区2例、永宁县1例、利通区2例、红寺堡区2例、原州区2例、沙坡头区2例）；现有危重型病例1例，重型病例2例。
2月26日，宁夏中卫市发现1例境外输入型2019冠状病毒病病例。该旅客从伊朗出发，先后停留于俄罗斯、上海、兰州，最后抵达中卫。3月14日，该患者因在入境时存在涉嫌违反《中华人民共和国刑法》《中华人民共和国国境卫生检疫法》的情形，中宁县公安局以涉嫌妨害国境卫生检疫罪予以立案调查。
2月29日，宁夏通报截至28日24時，全区累计报告确诊病例73例，累计出院病例68例。

#### 3月
3月16日16时，宁夏最后2名确诊患者出院，至此宁夏75例确诊病例已全部出院。

### 2021年

#### 5月
5月8日，银川市新增1例确诊病例。该患者于4月23日入境上海，经14天集中隔离医学观察、3次核酸检测阴性后，5月7日解除隔离由上海返银，返银首日核酸检测结果为阳性，翌日被确诊。

#### 7月
7月30日，银川市根据相关省市协查函要求，组织对成都市确诊病例密切接触者张某某进行追踪排查，核酸检测阳性，立即转入宁夏回族自治区第四人民医院隔离诊疗，经自治区诊疗专家组诊断为新冠肺炎确诊病例，临床分型为普通型。

#### 10月
10月17日13:30，银川市接宁夏回族自治区疾控中心通知，要求组织对陕西核酸检测阳性人员的密切接触者艾某某进行追踪排查。银川市立即组织对艾某某及其密切接触者采取隔离管控、核酸检测措施，22:06艾某某核酸检测阳性，立即由集中隔离点转入宁夏第四人民医院隔离诊疗，10月18日，艾某某確診感染2019冠状病毒病。
10月19日，银川发布通告，全市各级党政机关、国有企事业单位人员带头，非必要不离银；暂停举办各类培训会议、展览展销、文艺演出、体育竞赛等群体性活动，已经筹备召开的一律延期或取消；金凤区、兴庆区辖区电影院、剧场（含密室逃脱、剧本杀等）、游戏厅、KTV、酒吧、网吧、棋牌室等密闭空间公共场所临时关闭。吴忠市核酸检测阳性人员许某，经宁夏诊疗专家组结合流行病学史、临床表现和实验室检查结果，确认该人员为确诊病例。
10月20日，银川市、吴忠市两地应对新型冠状病毒感染肺炎疫情工作指挥部发布消息称，银川新增1例确诊病例，吴忠新增2例确诊病例。
10月21日，银川市新增1例确诊病例，为外省输入病例艾某某密接人员。吴忠市新增2例新冠肺炎确诊病例，其中利通区1例、青铜峡市1例。当日，宁夏回族自治区应对新冠肺炎疫情工作指挥部发布公告称，10月22日起，宁夏发生疫情的县(市、区)辖区内中小学、幼儿园将暂时停课，大中专院校实行封闭管理；宁夏沙湖、水洞沟、贺兰山岩画等20余处景区已暂停开放；全区旅游景区和棋牌室、影剧院、网吧、歌厅、酒吧、台球厅、博物馆、图书馆、健身场所、培训机构等有关室内公共场所暂时关闭；商超、餐厅、农贸市场、酒店、医院等人群密集场所实行限流、限时、错峰等疫情防控措施；监所、社会福利养老机构暂时封闭管理；所有宗教活动场所暂停对外开放，暂停集体宗教活动。此外，从宁夏回族自治区行政区域外人员入宁，须持48小时内有效新冠病毒核酸检测阴性结果；有国内疫情中高风险地区旅居史人员入宁，须按规定完成7天居家健康监测。
10月22日，宁夏疾控中心主任张银豪介绍，宁夏疾控中心对银川市疫情首发病例艾某某、吴忠市疫情传播链病例许某、董某某、平某某和银川市疫情侯某某5人的标本进行深度测序，对测序结果初步分析，均属于Delta变异株。当日，吴忠市新增2例新冠肺炎确诊病例和1例无症状感染者，银川市新增1例确诊病例和1例无症状感染者。
10月23日起，银川市金凤区森林半岛小区、银川市兴庆区太阳都市花园小区、银川市西夏区物华兴洲苑小区调整为中风险等级地区。当日宁夏报告新增新冠肺炎确诊病例6例（吴忠3例，银川3例）。
10月25日，宁夏报告新增新冠肺炎确诊病例3例，其中中卫市1例、银川市1例（无症状感染者转为确诊病例）、吴忠市1例（无症状感染者转为确诊病例）。
10月26日，宁夏报告新增新冠肺炎确诊病例2例，均在银川市。
10月27日，宁夏报告新增新冠肺炎确诊病例2例，均在银川市。
10月28日，宁夏报告新增新冠肺炎确诊病例2例，均在银川市。
10月29日，宁夏报告新增新冠肺炎本土确诊病例1例、无症状感染者1例，为区外关联续发，均在银川市。
10月30日，宁夏报告新增新冠肺炎本土确诊病例3例（含29日1例无症状感染者转为确诊病例），为区外关联续发，均在银川市。
10月31日，宁夏报告新增新冠肺炎本土确诊病例3例，为区外关联续发，均在银川市。

#### 11月
11月1日，宁夏报告新增新冠肺炎本土确诊病例1例，为区外关联续发，在银川市。
11月2日，宁夏报告新增新冠肺炎本土确诊病例2例，为区外关联续发，均在银川市，是从集中隔离医学观察密接人员中检测出来的。
11月3日，宁夏报告新增新冠肺炎本土确诊病例4例，为区外关联续发，均在银川市，是从集中隔离医学观察密接人员中检测出来的。
11月4日，宁夏报告新增新冠肺炎本土确诊病例4例，为区外关联续发，均在银川市。
11月6日，宁夏报告新增新冠肺炎本土确诊病例1例，为区外关联续发，在银川市，是从集中隔离医学观察密接人员中检测出来的。

### 2022年

#### 4月
4月6日凌晨2时，吴忠市同心县对区外返宁居家健康监测人员例行核酸检测时，检出1名上海返宁阳性人员，9时许经自治区疾控中心复核检测，结果为阳性。同心县同步对李某某母亲（李某某居家健康监测期间共同生活人员）马某某进行核酸检测，经区、县两级检测，结果均为阳性。据通报，李某某在上海市黄浦区瞿溪路830汇暻广场从事视频监控工作，3月29日乘坐上海至乌鲁木齐Z40次列车于3月30日到达西安，当日21时许乘坐广州至银川K1297次列车于3月31日6时许到达同心。
4月28日，宁夏报告新增新冠肺炎无症状感染者1例(在银川,为4月25日入境解除隔离返宁无症状感染者的密切接触者)。

#### 5月
5月21日，银川市在集中隔离点例行核酸检测时，发现1例外省返银人员初筛阳性人员，经宁夏疾控中心复检仍为阳性。阳性检出人员已转入宁夏第四人民医院隔离诊疗，22日凌晨，经诊疗专家组诊断，确认该阳性检出人员为外省输入无症状感染者出院后复阳人员。该人员5月19日从上海站乘坐G9303次列车抵达杭州东站，后从杭州东站乘坐G1898次列车到西安北站，5月20日从西安北站乘坐D3505次列车抵达银川站。12:03在银川站进行抗原+核酸检测，结果均为阴性，闭环转运至集中隔离酒店进行集中隔离医学观察。

#### 8月
8月19日，一名宁夏区外入中卫人员核酸初筛阳性，20日凌晨经自治区疾控中心复检，结果仍为阳性，确定其为区外输入新冠病毒无症状感染者。当日宁夏报告新增新冠肺炎无症状感染者1例(吴忠市,区外输入)。
8月25日，新增新冠肺炎无症状感染者1例(中卫市,区外输入)。
8月26日，新增新冠肺炎无症状感染者1例(区外输入)。

#### 9月
9月20日，中卫市中宁县检出4名核酸检测阳性人员，中宁县全县实行临时静默管控。
9月21日，宁夏回族自治区报告新增新冠肺炎确诊病例4例（中卫市2人、银川市1人、吴忠市1人）、无症状感染者15例（中卫市8人、吴忠市3人、银川市2人、固原市2人）。
9月22日，宁夏回族自治区报告新增新冠肺炎无症状感染者59例（中卫市50例、吴忠市7例、银川市2例），均从隔离点和封控管控区域检出。
9月23日，宁夏报告新增新冠肺炎无症状感染者121例（中卫市97例、吴忠市10例、银川市8例、固原市6例），均从隔离点和临时封控管控区发现。
9月24日，宁夏新增确诊病例1例(中卫市)，无症状感染者171例(中卫市151例、固原市9例、吴忠市6例、银川市5例)，均从隔离点和临时封控管控区发现。。宁夏召开新冠肺炎疫情防控工作新闻发布会介绍，本轮疫情呈现以中宁为主、区内多点散发态势，其中中宁县检出阳性人员占比近70%，均直接或间接有中宁县枸杞交易市场暴露史，其他市县检出阳性人员占比30%左右，绝大多数为中宁县流出人员，极少数为流出阳性人员引起的续发阳性人员。散发点阳性人员以个案为主，个别出现家庭聚集现象。疫情由中宁枸杞交易市场外溢传播特征明显，感染来源尚不明确，绝大多数阳性人员之间无明显关联，但同空间暴露史明显。自治区疾控中心全基因测序病毒为奥密克戎BA.5.2和BA.2.76两种进化分支。
9月25日，宁夏新增确诊病例3例（均在中卫市，含1例无症状感染者转为确诊病例），无症状感染者184例，其中中卫市166例（中宁县116例、沙坡头区35例，海原县15例），吴忠市15例（均在利通区），银川市2例（均在灵武市），固原市1例（均在原州区），均从隔离点和临时封控管控区发现，无新增疑似病例。社会面连续3日未发现阳性人员。
9月26日，宁夏新增确诊病例3例(均在中卫市，含2例无症状感染者转为确诊病例)，无症状感染者233例，其中中卫市195例(中宁县137例，沙坡头区43例，海原县15例)，吴忠市25例(利通区22例，红寺堡区2例，同心县1例)，银川市10例(西夏区8例，灵武市2例)，固原市3例(原州区3例)，均在管控状态发现，无新增疑似病例。社会面连续4日未发现阳性人员。
9月27日，宁夏新增确诊病例4例（中卫市4例），无症状感染者205例，其中中卫市181例（中宁县140例、沙坡头区33例，海原县8例），吴忠市17例（利通区16例，红寺堡区1例），银川市5例（西夏区3例，兴庆区1例，金凤区1例），固原市2例（原州区2例），均在管控状态发现，无新增疑似病例。
9月28日，宁夏新增确诊病例2例（中卫市2例），无症状感染者189例，其中中卫市180例（中宁县136例、沙坡头区36例，海原县8例），吴忠市6例（利通区6例），银川市3例（西夏区2例，灵武市1例），均在管控状态发现，无新增疑似病例。社会面连续6日未发现阳性人员，管控状态发现的无症状感染者也呈下降趋势。
9月29日，宁夏新增确诊病例3例（中宁县2例、灵武市1例，均为无症状感染者转为确诊病例），无症状感染者176例，其中中卫市160例（中宁县128例、沙坡头区26例、海原县6例），吴忠市15例（利通区13例、红寺堡区1例、同心县1例），银川市1例（兴庆区1例）。
9月30日，宁夏新增确诊病例4例（中卫市4例，其中2例为无症状感染者转为确诊病例），无症状感染者166例，其中中卫市137例（中宁县93例、沙坡头区37例、海原县7例），吴忠市24例（利通区18例、红寺堡区4例、同心县2例），固原市5例（原州区3例、泾源县2例为区外入宁人员卡口检出），均在管控状态发现。

#### 10月
10月1日，宁夏新增确诊病例6例（中宁县3例，利通区3例，其中1例为无症状感染者转为确诊病例），无症状感染者156例，其中中卫市140例（中宁县113例、沙坡头区21例、海原县6例），吴忠市13例（利通区11例、红寺堡区2例），固原市1例（原州区1例），银川市2例（永宁县2例），均在管控状态发现。
10月2日，宁夏新增确诊病例4例（中宁县4例），无症状感染者127例，其中中卫市119例（中宁县98例、沙坡头区17例、海原县4例），吴忠市6例（利通区3例、同心县2例、红寺堡区1例），固原市1例（原州区1例为区外入宁人员卡口检出），银川市1例（兴庆区1例），均在管控状态发现，无新增疑似病例。
10月3日，宁夏新增无症状感染者67例，其中中卫市56例（中宁县39例、沙坡头区16例、海原县1例），吴忠市9例（利通区8例、红寺堡区1例），银川市2例（兴庆区1例、金凤区1例），无新增确诊病例、疑似病例。
10月4日，宁夏新增确诊病例7例（中宁县3例，沙坡头区3例、利通区1例），新增无症状感染者29例，其中中卫市22例（中宁县20例、沙坡头区2例），吴忠市3例（利通区3例），银川市4例（兴庆区2例、金凤区1例、永宁1例）。
10月5日，宁夏新增确诊病例3例（中宁县3例），新增无症状感染者32例，其中中卫市20例（中宁县16例、沙坡头区1例，海原县3例为区外输入病例），吴忠市7例（利通区2例，同心县3例和红寺堡区2例均为区外输入病例），银川市5例（兴庆区2例，灵武市3例为区外输入病例）。
10月6日，宁夏新增确诊病例6例（中宁县5例、其中1例为无症状感染者转为确诊病例，利通区1例），新增无症状感染者27例，其中中卫市12例（中宁县6例，沙坡头区4例，海原县2例为区外输入），银川市8例（兴庆区4例，西夏区3例，金凤区1例），吴忠市4例（利通区4例），固原市3例（原州区3例，均为区外输入），无新增疑似病例。
10月7日，宁夏新增确诊病例4例（沙坡头区2例、中宁县1例，海原县1例为区外输入），新增无症状感染者33例，其中中卫市12例（沙坡头区9例、中宁县2例，海原县1例为区外输入），银川市10例（兴庆区4例、金凤区4例、永宁县2例），固原市9例（原州区9例为区外输入），吴忠市2例（利通区2例），无新增疑似病例。
10月8日，宁夏新增确诊病例3例(中宁县2例,金凤区1例),新增无症状感染者32例,其中银川市18例(兴庆区9例,贺兰县4例,灵武市4例为区外输入,永宁县1例),吴忠市6例(利通区3例,红寺堡区3例为区外输入),固原市5例(原州区5例为区外输入),中卫市3例(中宁县3例),无新增疑似病例。
10月9日，新增确诊病例4例(中宁县3例、红寺堡区1例为无症状感染者转为确诊病例),新增无症状感染者49例。银川市42例(兴庆区22例、永宁县7例、金凤区6例、贺兰县4例、西夏区2例、灵武市1例,其中33例为管控状态发现),中卫市7例(中宁县3例、沙坡头区3例、海原县1例,均在管控状态发现),无新增疑似病例。
10月10日，新增确诊病例10例(中宁县8例、利通区1例,兴庆区1例为无症状感染者转为确诊病例);新增无症状感染者39例,银川市19例(兴庆区11例、永宁县3例、贺兰县2例、金凤区1例,灵武市2例为自治区外输入),中卫市9例(中宁县8例、沙坡头区1例),石嘴山市6例(平罗县6例为自治区外输入),吴忠市5例(青铜峡市3例、利通区2例)。其中46例在管控状态发现,无新增疑似病例。
10月11日，新增确诊病例6例(中宁县3例、兴庆区1例、永宁县1例、沙坡头区1例,其中2例为无症状感染者转为确诊病例);新增无症状感染者41例,银川市26例(兴庆区14例、永宁县6例、贺兰县5例、金凤区1例),中卫市15例(中宁县14例、沙坡头区1例),无新增疑似病例。
10月12日，新增确诊病例9例(兴庆区4例、中宁县2例、贺兰县1例、青铜峡市1例、海原县1例,其中中宁县、贺兰县、海原县各有1例无症状感染者转为确诊病例);新增无症状感染者49例,其中银川市28例(兴庆区16例、贺兰县5例、金凤区4例、永宁县2例、西夏区1例),中卫市13例(中宁县13例),吴忠市7例(青铜峡市6例、利通区1例),固原市1例(原州区1例为自治区外输入),无新增疑似病例。
10月13日，新增确诊病例4例(兴庆区2例、永宁县1例、中宁县1例);新增无症状感染者22例,其中银川市20例(兴庆区13例、金凤区5例、贺兰县2例),中卫市1例(海原县1例为自治区外输入),石嘴山市1例(平罗县1例为自治区外输入)。
10月14日，新增无症状感染者18例,其中银川市15例(金凤区5例、贺兰县5例、兴庆区3例、西夏区1例、永宁县1例),吴忠市3例(同心县2例,红寺堡区1例为自治区外输入)。
10月15日，新增无症状感染者9例,银川市9例(其中兴庆区4例、西夏区2例、永宁县2例、金凤区1例)。
10月16日，新增无症状感染者7例,银川市7例(兴庆区4例、永宁县2例、金凤区1例)。
10月17日，新增确诊病例3例(兴庆区2例、贺兰县1例,均为无症状感染者转为确诊病例);新增无症状感染者5例,银川市3例(兴庆区1例、西夏区1例、永宁县1例),石嘴山市1例(平罗县1例为自治区外输入),中卫市1例(海原县1例为自治区外输入)。
10月18日，新增无症状感染者7例,银川市7例(金凤区3例、兴庆区2例、永宁县1例、贺兰县1例)。
10月19日，新增无症状感染者6例,其中银川市4例(兴庆区2例、永宁县1例、灵武市1例),吴忠市2例(利通区2例)。
10月20日，新增无症状感染者6例,银川市6例(兴庆区2例、永宁县2例、金凤区1例、西夏区1例)。
10月21日，新增无症状感染者5例,其中银川市4例(兴庆区2例、永宁县2例),固原市1例(原州区1例)。
10月22日，新增无症状感染者5例,其中银川市3例(金凤区2例、兴庆区1例),吴忠市2例(利通区1例,红寺堡区1例为自治区外输入)。
10月23日，新增无症状感染者5例,其中银川市3例(灵武市2例、金凤区1例),石嘴山市1例(大武口区1例),吴忠市1例(利通区1例)。
10月24日，新增无症状感染者4例,其中银川市3例(兴庆区1例、金凤区1例、灵武市1例),吴忠市1例(青铜峡市1例)。
10月25日，新增无症状感染者4例,其中银川市3例(灵武市2例、金凤区1例),吴忠市1例(青铜峡市1例)。
10月26日，新增无症状感染者4例,银川市4例(兴庆区2例、灵武市1例,贺兰县1例为自治区外输入)。
10月27日，新增无症状感染者3例,银川市2例(兴庆区1例、灵武市1例),中卫市1例(海原县1例为自治区外输入)。
10月28日，新增无症状感染者2例,银川市2例(灵武市2例)。
10月29日，新增无症状感染者6例,其中固原市3例(彭阳县3例),银川市1例(灵武市1例为自治区外输入),吴忠市1例(同心县1例为自治区外输入),中卫市1例(中宁县1例为自治区外输入)。
10月30日，新增无症状感染者6例,其中石嘴山市3例(惠农区3例,为自治区外输入),中卫市2例(中宁县2例,为自治区外输入),银川市1例(贺兰县1例,为自治区外输入)。

#### 11月
11月1日，银川市一名男子自称患病需要服药，工作人员当晚陪他就医，被诊断为精神障碍，无身体损伤，工作人员为其购买药物服用。其后他违规擅自离开房间下楼冲出酒店，被执勤民警发现后追赶和拦住。該男子被警察双手反扣压倒在地。该事件引发热议，被网民怒批是中国版的弗洛伊德事件，要求严惩施暴民警。11月22日，银川市兴庆区疫情防控工作指挥部通报，承认视频中的三名执法人员，是银川公安机关参与维护疫情防控秩序的民警和辅警，并表示当事民警已向彭某当面赔礼道歉并取得谅解。有关部门已成立调查组进行调查，将根据调查结果依法依规严肃处理。